# ノン・スオン
ノン・スオン（Non Suon、生年不明 - 1976年）は、カンボジアの革命家、政治家。クメール人民革命党（後の共産党）中央委員。反ロン・ノル闘争時は第25地区長を務め、民主カンプチア成立後は農業委員長（農相）を務めた。1976年頃に粛清。
別名、チェイ（Chey）。

## 経歴
スオンはカンポット地方出身の農民で、1946年以降にカンボジア国内で抗仏運動を本格的に始めた。フランスからの独立闘争時に南西部書記に就任。
フランスが撤退した後は、1954年末に結成された人民革命党の準合法組織「プラチェアチョン」（人民派）で活動し、ケオ・メアスの補佐を務めた。
1956年にクメール人民革命党が都市委員会を設置したが、スオンもそのメンバーであったと推測されている。1960年の党大会では、党中央委員に選出された名簿の第9位に「ライ・トン」の名があり、これがノン・スオンであると見られている。
しかしシハヌーク政権下で左翼は弾圧され、1962年6月の選挙を前にして「プラチアチョン」メンバーは一斉に検挙された。1962年1月12日にスオンも逮捕され、シハヌークの命令により、軍事法廷で仲間とともに死刑宣告を受ける。しかし、翌1962年2月には終身刑に減刑された。
1963年2月末の党大会において、党中央委員から落選した。
その後1970年、ロン・ノル将軍のクーデターが起こると、特赦で釈放され、そのままプノンペン近郊で解放勢力に加わった。
1971年1月半ばの党中央委員会において特別地域第25地区長に任命される。しかし、同年9月までに終了した第3回党大会においては、中央委員には選出されなかった。

## ポル・ポト政権下
1975年4月にクメール・ルージュがプノンペンを陥落させた直後、5月に国立銀行の責任者に任命され、新通貨の導入を担当したが、8月には交代した。
1976年4月、ポル・ポト内閣が成立すると、農業委員長（閣僚級）に任命された。

## 粛清
しかし1976年7月、東部地域第24区書記スアス・ネウ（別名、チューク）が逮捕されると、彼はS21監獄における拷問の末、裏切り者としてネイ・サラン、ケオ・メアス、ノン・スオンの名を「白状」した。これにより同年11月初め、スオンは中国への公務旅行から帰国し、飛行機から降りたところで逮捕された。
彼はS21監獄に収容されると、ローマ数字のXII番が付けられ、共産党に敵対する「カンボジア労働者党」を結成した罪に問われた。初めは無実を訴えたが、しかし3週間にわたる尋問により「私は内部から穴を開けるシロアリでした」と自らの裏切りを「自白」し、やがて処刑された。